# SELLOUT
SELLOUT（セルアウト）は2015年に結成された日本の5人組ダンス&ボーカルユニット。2019年に活動休止した。

## 来歴
2015年
- 8月17日 - リーダーTATSUYA、Likiの2人でメンバーを集め、工藤翔平、SHUN、TETSUYAを加えた5名でSELLOUTを結成。初LIVE、「UNITY×So hot」では400人の前でパフォーマンスを初披露しその後東京都内を中心に活動を始める。
- 2015年12月 - TETSUYAが脱退。

2016年
- 12月 - 新メンバー西川音央が加入。

2017年
- 2月 - 初のワンマンライブを開催。同年9月には2ndワンマンライブをduo MUSIC EXCHANGEで開催し、400人を動員。

2018年
- 2月 - 「Rainy Days」をリリースし、オリコンデイリーランキングで3位を獲得。
- 3月 -  3rdワンマンライブを渋谷WWWで開催し、チケット完売。
- 5月 - 西川音央が脱退し、その後4人での活動が続く。
- 10月 - 「SMILE / MAGIC」をリリースし、オリコンデイリーランキング1位を獲得。
- 12月 - メンバーオーディションをカラオケDAMと共同して行い、RANMAが加入[1]。

2019年
- 1月 - グッドチョイスエンタテイメントに所属、PaniCrewのYOHEYのプロデュースで活動をすることを発表[2]。TATSUYAの高校の1学年先輩という縁があり、埼玉西武ライオンズの森脇亮介投手の入場曲にRANMA加入後の曲「Change」が使用される。
- 9月 - 「共に歩む道/Change」をリリースし、オリコンデイリー2位を獲得。
- 9月30日 - 無期限の活動休止を発表[3]。
- 11月9日 - 活動休止前最後のワンマンライブをマイナビBLITZ赤坂にて開催、チケット完売。
- 2019年12月以降は活動休止中。

## メンバー
| 名前    | 生年月日               | 出身   | ポジション             | 備考                                                    |
| ------- | ---------------------- | ------ | ---------------------- | ------------------------------------------------------- |
| TATSUYA | 1993年9月11日（31歳）  | 京都府 | リーダー               |                                                         |
| Liki    | 1993年9月18日（31歳）  | 京都府 |                        | 作詞、作曲を担当                                        |
| SHOHEI  | 1993年3月23日（31歳）  | 愛媛県 | メインボーカル・ダンス | 活動休止後、2020年にオーディション番組「G-EGG」に参加。 |
| RANMA   | 1996年2月22日（29歳）  | 埼玉県 |                        |                                                         |
| SHUN    | 1993年10月27日（31歳） | 埼玉県 | ダンス・ラップ         |                                                         |

## ディスコグラフィ

### CDシングル
| タイトル                                                      | 発売日         | 規格品版          | レーベル                         | オリコン順位         | 備考                                   |
| ------------------------------------------------------------- | -------------- | ----------------- | -------------------------------- | -------------------- | -------------------------------------- |
| Samurai New Sh*T / No reason                                  | 2017年5月17日  | IVYR1065          | Butterfly-s Records              |                      |                                        |
| Rainy Days / X                                                | 2018年2月20日  | BFSR10001         | Butterfly-s Records              | デイリー3位          |                                        |
| MAGIC / SMILE                                                 | 2018年10月23日 | BFSR10002         | Butterfly-s Records              | デイリー1位          |                                        |
| 共に歩む道 / Change【Type-A】 共に歩む道 / Hot shot【Type-B】 | 2019年9月24日  | GCER2001 GCER2002 | グッドチョイスエンタテインメント | 週間25位 デイリー2位 | ANB系「BREAK OUT」オープニング・テーマ |

### メディア
音楽番組
- Love music(サキガケ！インスタントmovies！) (フジテレビ　2018年4月15日、11月4日)[9]
- PLAYLIST(TBS 2018年10月23日)

映画
- 映画「怪しい彼女」(2016年)- SELLOUT 役

その他
- 「BREAK OUT」 ENDING TRACK
- 「共に歩む道」テレビ朝日(2019年 9月度)

### LIVE活動
- 1st ワンマンライブ 渋谷VUENOS(2017年2月14日)
- 2nd ワンマンLIVE duo MUSIC EXCHANGE(2017年9月23日)
- 3rd ワンマンLIVE 渋谷WWW (2018年3月27日)
- 4th ワンマンLIVE マイナビBLITZ赤坂(2019年11月9日)

### 公式
- SELLOUT OFFICIAL WEBSITE 公式サイト
- SELLOUT official Twitter (@SELLOUTInfo) - Twitter
- SELLOUT official Instagram (@sellout.0817) - Instagram
- 丹羽 達也 - Twitter - Instagram

### メンバー
- Liki  - Twitter - Instagram
- 工藤翔平  - Twitter - Instagram
- SHUN  - Twitter - Instagram
- RANMA  - Twitter - Instagram
- SELLOUT OFFICIAL YOUTUBE - YouTube